# Deu negrets
Deu negrets / I aleshores no en quedà cap (And Then There Were None en anglès) és una novel·la detectivesca d'Agatha Christie, publicada per primera vegada al Regne Unit pel «Collins Crime Club» el 6 de novembre de 1939, sota el títol Ten Little Niggers i als els Estats Units per «Dodd, Mead and Company» el gener de 1940 sota el títol And Then There Were None. A la novel·la, deu persones, que prèviament han estat còmplices de la mort d'altres, però han escapat a l'atenció i/o al càstig, són enganyades i arriben a una illa. Tot i que els convidats són les úniques persones de l'illa, tots ells són misteriosament assassinats un per un, inexorablement i de vegades grotescament, de forma semblant a la vella cançó infantil, «Deu negrets». L'edició britànica va ser venuda per set xílings i sis penics (7/6) i l'edició dels EUA a 2,00 dòlars. La novel·la també ha estat publicada i filmada sota el títol «Ten Little Indians».
Va ser la més l'exitosa novel·la de Christie, amb 100 milions d'exemplars venuts fins ara, fent-ho el llibre de misteri més venut del món i el setè llibre més popular de tots els temps. S'ha adaptat en diverses obres de teatre, pel·lícules i un videojoc.

## Sinopsi

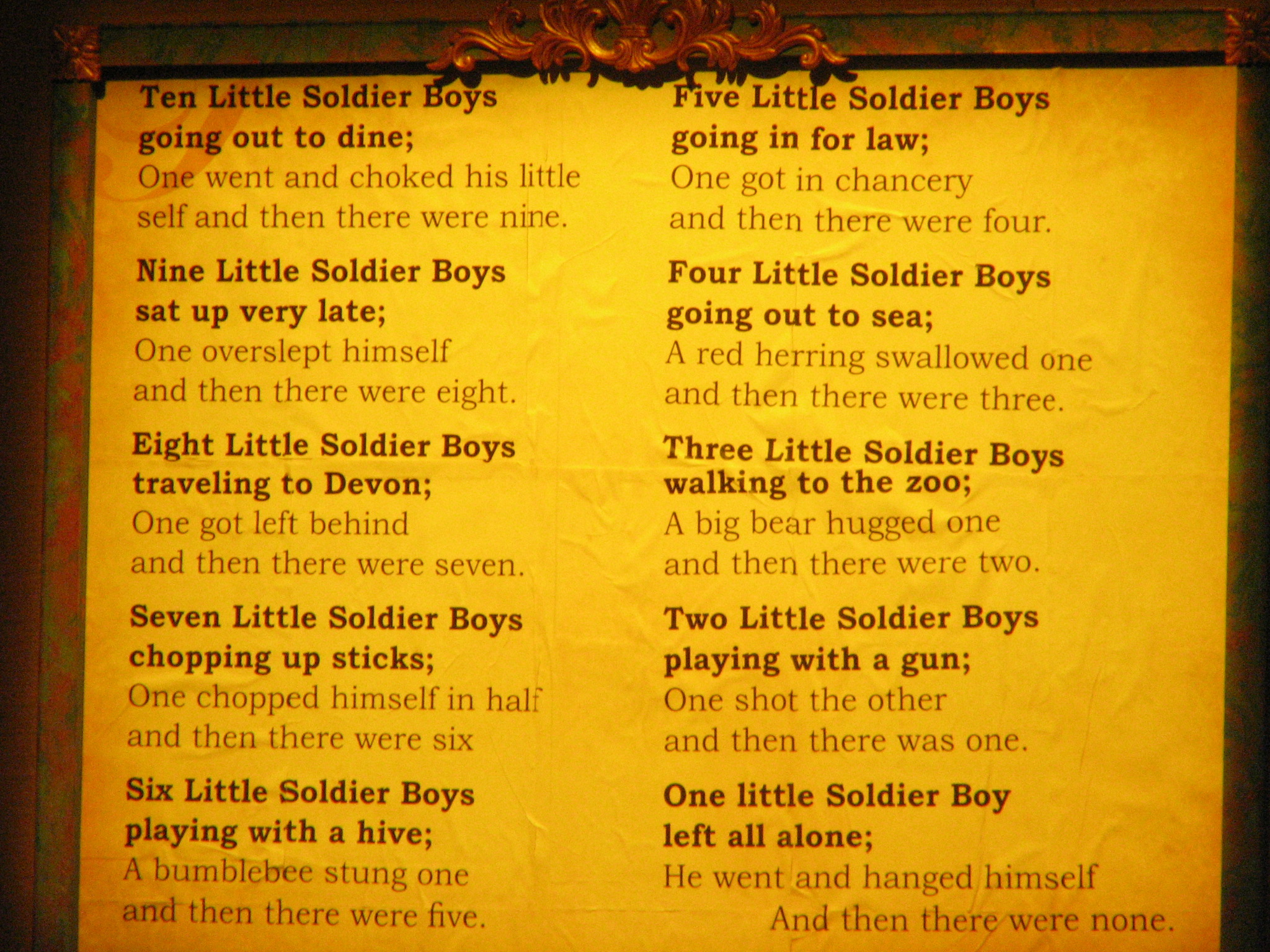
La cançó de bressol Deu negrets.(versió modificada)

La novel·la relata la història de 10 persones (el jove Anthony Marston, el senyor i la senyora Rogers, els criats, la senyora Emily Brent, el general MacArthur, el jutge Lawrence Wargrave, el doctor Armstrong, el detectiu William Henry Blore, l'aventurer Phillip Lombard i la jove Vera Claythorne) que són convidades a passar uns dies en una illa privada, «l'illa del negre», anomenada així perquè mirada de perfil sembla el cap d'un negre, però el seu misteriós amfitrió no apareix i llavors comencen a ser assassinats un per un seguint les ingènues instruccions d'una cançó de bressol: «Deu negrets van sortir a sopar, un es va ofegar i llavors en van quedar nou...». La primera nit, després del sopar, una veu els acusa tots ells de ser culpables d'un crim. El que sembla una broma macabra es converteix en una espantosa realitat quan un d'ells s'ofega.

## El títol original
A les novel·les escrites en anglès, allà on s'utilitza la paraula «indis» o «soldats», en la versió original hi deia «negres» (niggers) incloent el nom de l'illa i la cançó que troben els visitants penjada a les parets de les seves habitacions, a més de les estatuetes que van desapareixent. Però la paraula nigger era ja ofensiva als EUA a principis del segle xx i, per tant, es va canviar el títol per I no en quedà cap (And Then There Were None) i es va eliminar la paraula tant del llibre com de la pel·lícula de 1945.
Més endavant es va publicar sota el nom de Deu petits indis (Ten Little Indians), però aquest títol també va resultar ofensiu, en aquest cas per als nadius nord-americans.
Algunes edicions britàniques van continuar usant el títol original de l'obra fins a la dècada de 1980; la primera edició del Regne Unit d'utilitzar el títol alternatiu And Then There Were None va aparèixer el 1985 amb una reimpressió de la Fontana Paperback.

## La cançó de bressol
Aquesta és la traducció de la cançó de bressol ja modificada.
| Ten little Soldier boys went out to dine; One choked his little self and then there were nine. Nine little Soldier boys sat up very late; One overslept himself and then there were eight. Eight little Soldier boys traveling in Devon; One said he'd stay there and then there were seven. Seven little Soldier boys chopping up sticks; One chopped himself in halves and then there were six. Six little Soldier boys playing with a hive; A bumblebee stung one and then there were five. Five little Soldier boys going in for law; One got in Chancery and then there were four. Four little Soldier boys going out to sea; A red herring swallowed one and then there were three. Three little Soldier boys walking in the zoo; A big bear hugged one and then there were two. Two Little Soldier boys sitting in the sun; One got frizzled up and then there was one. One little Soldier boy left all alone; He went out and hanged himself and then there were none. | Deu negrets van anar a sopar; un es va asfixiar i en van quedar nou. Nou negrets van estar desperts fins molt tard; un es va quedar adormit i en van quedar vuit. Vuit negrets van viatjar per Devon; un va dir que s'hi quedaria i en van quedar set. Set negrets tallaven llenya; un es va tallar en dos i en van quedar sis. Sis negrets jugaven amb un rusc; una vespa en va picar a un i en van quedar cinc. Cinc negrets estudiaven Dret; un es va fer magistrat i en van quedar quatre. Quatre negrets van anar al mar; una arengada se'n va menjar un i en van quedar tres. Tres negrets passejaven pel zoo; un gran os en va abraçar un i en van quedar dos. Dos negrets s'asseien al sol; un d'ells es va torrar i només en va quedar un. Un negret es va quedar sol; es va penjar i no en quedà... ¡cap! |

## Adaptació al cinema i la televisió

### Cinema
Hi ha hagut nombroses adaptacions de la novel·la per a la pantalla gran:
- 1945; And Then There Were None. Producció del director René Clair realitzada als EUA - Deu negrets
- 1965; Ten Little Indians. Producció del director George Pollok realitzada al Regne Unit
- 1974; Ein Unbekannter rechnet ab. Primera adaptació en color feta pel director Peter Collinson a Alemanya.
- 1987; Desyat' negrityat - Десять негритят. Producció del director Stanislav Govorukhin. Actualment segueix sent la més fidel a la novel·la.

### Televisió
També en aquest cas hi ha diverses adaptacions:
- 1949; Ten little niggers. La BBC va rodar una TVMovie.[9]
- 1959; Ten little niggers. Adaptació d'ITV[10]
- 1959; Ten little indians. Versió americana realitzada per Paul Bogart, Philip F. Falcone, Leo Farrenkopf i Dan Zampino[11]
- 1969; Zehn kleine negerlein. Adaptació alemanya dirigida per Hans Quest.[12]
- 1970; Dix petits nègres. Producció per a la televisió francesa dirigida per Pierre Sabbagh
- 1974; 10 Little Niggars. Versió per a la televisió libanesa feta per Latifeh Moultaka
- 2015; I ja no en quedà cap. Versió per a la BBC dirigida per Craig Viveiros